# Тони Ренис
То́ни Ре́нис (итал. Tony Renis, То́ни Рэ́нис; наст. имя: Э́лио Чеза́ри; род. 13 мая 1938 года) — итальянский певец, актёр, музыкант, композитор и музыкальный продюсер.
Среди написанных им песен такие хиты, как «Quando, Quando, Quando» и «Never, Never, Never».
В 1963 году как певец победил на Фестивале Сан-Ремо (вместе с Эмилио Периколи, так как тогда на этом фестивале песня представлялась сначала одним исполнителем, а потом в финале другим). Поехал же представлять Италию на Конкурсе песни Евровидения Периколи.
В 1999 году за песню «The Prayer» из анимационного фильма «Волшебный меч: В поисках Камелота» (музыка: Кэрол Байер Загер и Дэвид Фостер, слова: Кэрол Байер Загер, Дэвид Фостер, Тони Ренис и Альберто Теста) номинировался на кинопремию «Оскар» в номинации «Лучшая песня к фильму».

## Награды
- Nastro d'Argento в номинации «Лучшая музыку к фильму» — 1974 год, за фильм Brothers Blue[англ.]
- Премия «Давид ди Донателло» в номинации «Лучшая песня [к фильму]» — 2005 год, за песню «Christmas in Love» из одноимённого кинофильма («Любовь на Рождество»)

Номинации
- Премия «Оскар» за лучшую песню к фильму — 1999 г., за песню «The Prayer» из анимационного фильма «Волшебный меч: В поисках Камелота»
- Премия «Золотой глобус» за лучшую песню — 2006 г., за песню «Christmas in Love» из одноимённого кинофильма («Любовь на Рождество») в исполнении Рене Олстед
- «Латинская Грэмми» за лучшую запись года — 2008 г., Vive Ya! (Vivere)
- Премия от ASCAP (Американского общества композиторов, авторов и издателей) в категории «Лучшая латиноамериканская песня года» — 1981 или 1982 г. за песню «De niña a mujer» с альбома Хулио Иглесиаса De niña a mujer[2]

## Дискография

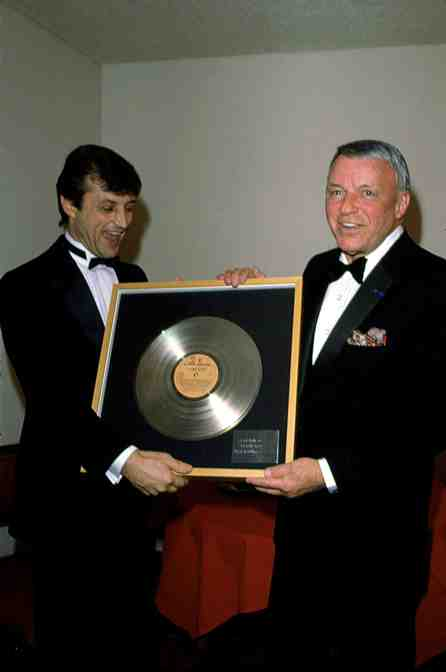
Тони Ренис и Фрэнк Синатра с золотым диском, 1985 г.

Подробнее см. в разделе «Selected discography» статьи «Tony Renis» в английском разделе.

### 33 об/мин (Италия)
- 1969: Tony Renis (RCA Italiana, PSL 10435)
- 1974: Graffiti (EMI Italiana, 3C 048-51500
- 1976: Tony Renis (RCA Italiana, TCL 1-1078)
- 1976: Un grande grande grande Tony Renis (RCA Italiana - Serie Lineatre, NL 31078)
- 1989: Le più belle di Tony Renis (EMI Italiana, 7931031)

### 45 об/мин (Италия)
- 1958: Come prima/Ti dirò (Combo Record, 5057; с Combos)
- 1958: Prendi quella stella/Tipitipitipso (Combo Record, 5058; с Combos)
- 1958: Magic Moments/Oggi o mai più (Combo Record, 5091; с Combos)
- 1958: Clopin clopant/Tutto è diverso (Combo Record, 5092; с Combos)
- 1958: Prendi quella stella/Ti dirò (Combo Record, 5093; с Combos)
- 1959: Nessuno al mondo/Addio Maria (La voce del padrone, 7MQ 1224)
- 1959: Morir d'amor/Ti prego, amore (La voce del padrone, 7MQ 1229)
- 1960: Tenerezza/Cuore in blue jeans (La voce del padrone, 7MQ 1379)
- 1961: Pozzanghere/Lei (La voce del padrone, 7MQ 1525)
- 1961: Piccolo indiano/15 anni (La voce del padrone, 7MQ 1657)
- 31 янв. 1962: Quando quando quando/Blu (La voce del padrone, 7MQ 1689)
- 1962: Tango per favore/Amor amor amor (La voce del padrone, 7MQ 1708)
- 29 янв. 1963: Perché perché/Gli innamorati sono angeli (La voce del padrone, 7MQ 1776)
- 29 янв. 1963: Uno per tutte/Le ciliegie (La voce del padrone, 7MQ 1777)
- 1964: Bikini e tamurè/Un ragazzino (La voce del padrone, 7MQ 1819)
- 1964: Le ciliegie/Gli innamorati sono angeli (La voce del padrone, 7MQ 1823)
- 1964: Ti guardero nel cuore/Otto e mezzo (La voce del padrone, 7MQ 1846)
- 1964: Sorrisi di sera/Ti chiedo scusa (La voce del padrone, MQ 1867)
- 1964: Non sei mariu' stasera/Baciamoci signorina (La voce del padrone, MQ 1882)
- 1964: Amo Milano/Nostalgia di Milano (Oh mamma mia) (La voce del padrone, MQ 1893)
- 1965: Il garofano rosso/Nessun'altra che te (RCA Italiana, PM 3318)
- 1967: Quando dico che ti amo/Mi perderai (RCA Italiana, PM 3389)
- 1967: Non mi dire mai good bye/Prima di domani (RCA Italiana, PM 3403)
- 1968: Il posto mio/Che notte sei (RCA Italiana, PM 3439)
- 1968: Frin frin frin/Cosa non farei (RCA Italiana, PM 3456)
- 1969: L'aereo parte/Un ragazzo che ti ama (Numero Uno, ZN 50015)
- 1970: Canzone blu/Dove sei stata Susy (Numero Uno, ZN 50019)
- 1970: Venere/Amami per favore (Numero Uno, ZN 50034)
- 1972: Un uomo tra la folla/Grande grande grande (Numero Uno, ZN 50145)

### EP (Италия)
- 1959: Ti prego, amore/Elena sono solo/Io cerco te/Romanzo d'amore (La voce del padrone, 7E MQ 124)
- 1962: Quando quando quando/Tango per favore/Blu/Amor amor amor (La voce del padrone, 7E MQ 239)
- 1963: Uno per tutte/Le ciliegie/Perché perché/Gli innamorati sono angeli (La voce del padrone, 7E MQ 254)